# Dar al-Islam (časopis)
Dar al-Islam je elektronički časopis kojeg izdaje tzv. Islamska država. Časopis je izvorno pisan na francuskom jeziku, a glavna tematika je veličanje ISIL-a, financijski sustav Islamske države i objava pisanih zakletvi kalifu Abu Bakr al-Bagdadiju (do sada su objavljene zakletve grupa iz Alžira, Egipta, Libije, Saudijske Arabije i Jemena).
Časopis je također poznat po tome što vrši javnu propagandu te u svojim tekstovima potiče terorističke napade diljem svijeta. Do sada je izdano osam brojeva časopisa.